# Igreja Presbiteriana de Moçambique
A Igreja Presbiteriana de Moçambique é uma denominação reformada formada no Moçambique a partir de uma missão da Igreja Reformada Suíça. Em 2010, a igreja tinha 200 mil membros, sendo uma das maiores denominações protestantes no país.

## História
A igreja foi formada 1882 quando Josefa Mhalamhala, entre outros moçambicanos que se converteram a fé reformada na África do Sul, voltaram para seu país de origem, o Moçambique. Tais moçambicanos converteram-se a partir de uma missão da Igreja Reformada Suíça, que passou a dar suporte a igreja no Moçambique em 1887. O principal missionário envolvido foi o Reverendo Paul Berthould. A missão estabeleceu escolas e hospitais na região rural do país e impulsionou o crescimento da denominação.
Em 1948 a denominação tornou-se independente, sendo administrada pelos próprios moçambicanos. Nos primeiros anos a igreja espalhou-se nas províncias de Maputo e Gaza e posteriormente em todo o país. Em 1962 a independência da igreja foi reconhecida e em 1970 todas as bases missionárias no país tornaram-se propriedade da igreja.
No ano de 1972 a igreja sofreu perseguição do governo colônia português e muitos líderes da igreja foram presos. O Rev. Zedequias Manganhlea e outros dois presbíteros da igreja foram mortos.
Edouard Chivambo Mondlane, fundador da Frente de Libertação de Moçambique era membro da igreja. Por isso o papel da igreja é reconhecida pelo país como fundamental pela independência de Moçambique.
Em 2004, a igreja tinha 350 congregações, 400 missões em casas e cerca de 100.000 membros, sendo a maioria destes concentrados na região sul do país.
Em 2010, foi estimado que a igreja tinha 55 pastores, 70 paróquias e 200.000 membros.

## Doutrina
A denominação subscreve o Credo dos Apóstolos, o Credo Niceno e o Catecismo de Heidelberg. O sistema de governo da igreja é presbiteriano, sendo formada por presbitérios, sínodos e uma Assembleia Geral.

## Relações inter-eclesiásticas
A Igreja Presbiteriana de Moçambique é membro da Comunhão Mundial das Igrejas Reformadas, do Concílio Mundial das Igrejas do Concílio Cristão de Moçambique e da Conferência Cristã Pan-Africana.
A igreja tem também relações com a Igreja Presbiteriana do Brasil. A igreja brasileira envia missionários ao Moçambique, por meio da Agência Presbiteriana de Missões Transculturais e atualmente missionários brasileiros já trabalham em uma escola de capacitação teológica em Khovo.